# Stephen Bridgewater
Stephen Wesley Bridgewater (* 24. August 1953 in Hutchinson, Kansas) ist ein US-amerikanischer Schauspieler, Stuntman, Filmproduzent, Filmregisseur und Schauspiellehrer.

## Leben
Bridgewater wurde am 24. August 1953 in Hutchinson geboren. Er studierte an der University of California, Los Angeles Film, Journalismus und Musik. Seit dem 26. März 1994 ist er mit Jodie Gehrman Bridgewater verheiratet. Die beiden sind Eltern eines Kindes.
Im Jahr 1988 gab Bridgewater in einer Nebenrolle im Film Mississippi Burning – Die Wurzel des Hasses sein Schauspieldebüt. In den nächsten Jahren folgten weitere Rollenbesetzungen in Spiel- und vor allem Fernsehfilmen. 2009 war er im Fernsehzweiteiler Meteoriten – Apokalypse aus dem All in der Rolle des Dwight zu sehen. Seit Ende der 1990er Jahre wirkt er regelmäßig als Filmproduzent an Filmproduktionen mit. So erschienen gegen Ende der 1990er Jahre die Fernsehfilme Logan: Ein Bulle unter Verdacht, Logan – Das zweite Gesicht und Logan – Im Hotel des Todes. Mitte der 2000er erschienen Mein Freund Ben – Der Film und Mein Freund Ben 2 – Der Film. 2006 fungierte er am Film The Christmas Card als Regisseur.

## Filmografie (Auswahl)

### Schauspiel
- 1988: Mississippi Burning – Die Wurzel des Hasses (Mississippi Burning)
- 1991: Roseanne (Fernsehserie, Episode 3x13)
- 1991: König der Fischer (The Fisher King)
- 1991: Alles außer Liebe (Anything but Love, Fernsehserie, Episode 4x02)
- 1993: Ohne Ausweg (Nowhere to Run)
- 1993: Spurlos (The Vanishing)
- 1994: MacShayne: Winner Takes All (Fernsehfilm)
- 1994: Forrest Gump
- 1994: Das Gesetz im Nacken (Gambler V: Playing for Keeps, Fernsehfilm)
- 1994: Danielle Steel: Familienbilder (Family Album, Miniserie)
- 1995: Pointman (Fernsehserie, Episode 1x13)
- 1995: Überflieger (Wings, Fernsehserie, Episode 7x02)
- 1995: Der letzte Ritt (Streets of Laredo, Miniserie, 3 Episoden)
- 1995: 12 Monkeys (Twelve Monkeys)
- 1997: Sturmflut – Inferno an der Küste (Tidal Wave: No Escape, Fernsehfilm)
- 1997: Rough Riders – Das furchtlose Regiment (Rough Riders, Fernsehzweiteiler)
- 1998: Fear and Loathing in Las Vegas
- 1998: Logan: Ein Bulle unter Verdacht (Hard Time, Fernsehfilm)
- 1998: Ein ganz normaler Heiliger (Nothing Sacred, Fernsehserie, Episode 1x18)
- 1999: Logan – Das zweite Gesicht (Hard Time: The Premonition, Fernsehfilm)
- 2001: Texas Rangers
- 2002: Roughing It (Fernsehfilm)
- 2002: Mein Freund Ben – Der Film (Gentle Ben, Fernsehfilm)
- 2002: Night of the Wolf (Fernsehfilm)
- 2002: Akte X – Die unheimlichen Fälle des FBI (The X-Files, Fernsehserie, Episode 9x18)
- 2002: Johnson County War (Miniserie)
- 2003: 21 Gramm (21 Grams)
- 2003: Monster unter uns (Monster Makers, Fernsehfilm)
- 2004: Kingdom Hospital (Fernsehserie, Episode 1x07)
- 2005: Mystery Woman (Fernsehserie, Episode 1x03)
- 2005: McBride: The Chameleon Murder (Fernsehfilm)
- 2005: Artistic License (Kurzfilm)
- 2005: Liebe findet ein Zuhause (Love’s Long Journey, Fernsehfilm)
- 2006: Liebe löst den Schmerz (Love’s Abiding Joy)
- 2008: A Woman in the West (Kurzfilm)
- 2009: Meteoriten – Apokalypse aus dem All (Meteor, Fernsehzweiteiler)
- 2009: The Three Gifts (Fernsehfilm)
- 2011: Liebe trotzt dem Sturm (Love’s Christmas Journey, Fernsehfilm)
- 2013: Shadow on the Mesa (Fernsehfilm)
- 2013: Jimmy P. – Psychotherapie eines Indianers (Jimmy P. (Psychotherapy of a Plains Indian)/Jimmy P. (Psychothérapie d’un Indien des Plaines))
- 2014: The Paddy Lincoln Gang
- 2016: Scorpion (Fernsehserie, Episode 2x17)
- 2020: The Martian Broadcast (Podcast-Serie, Episode 1x02)

### Stunts
- 1996: Dead Man’s Walk – Weg der Verdammten (Dead Man’s Walk, Miniserie, Episode 1x03)
- 1998: Nathan gibt nicht auf (Everything That Rises, Fernsehfilm)
- 1998: Die Entführung von Häuptling Rothaut (The Ransom of Red Chief, Fernsehfilm)
- 1999: Logan – Im Hotel des Todes (Hard Time: Hostage Hotel, Fernsehfilm)
- 1999: 68 (Fernsehfilm)
- 2001: Backflash
- 2004: Angel in the Family (Fernsehfilm)
- 2005: Brothers Grimm (The Brothers Grimm)

### Produktion
- 1998: Logan: Ein Bulle unter Verdacht (Hard Time, Fernsehfilm)
- 1999: Logan – Das zweite Gesicht (Hard Time: The Premonition, Fernsehfilm)
- 1999: Logan – Im Hotel des Todes (Hard Time: Hostage Hotel, Fernsehfilm)
- 2002: Roughing It
- 2002: Mein Freund Ben – Der Film (Gentle Ben, Fernsehfilm)
- 2002: Night of the Wolf (Fernsehfilm)
- 2002: Johnson County War (Miniserie)
- 2002: Santa, Jr. (Fernsehfilm)
- 2003: Mein Freund Ben 2 – Der Film (Gentle Ben 2: Danger on the Mountain, Fernsehfilm)
- 2004: The Long Shot (Fernsehfilm)
- 2004: Lady Musketier – Alle für Eine (La Femme Musketeer, Fernsehserie, 2 Episoden)
- 2004: Angel in the Family (Fernsehfilm)
- 2005: Fielder’s Choice (Fernsehfilm)

### Regie
- 2005: Mystery Woman (Fernsehserie, Episode 1x04)
- 2005: Out of the Woods (Fernsehfilm)
- 2005: McBride: Tune in for Murder (Fernsehfilm)
- 2006: The Christmas Card (Fernsehfilm)
- 2007: Claire (Fernsehfilm)
- 2007: Point of Entry – Pass auf, wem du vertraust (Point of Entry, Fernsehfilm)
- 2008: Prairie Fever
- 2009: Mending Fences (Fernsehfilm)
- 2016: Change of Heart (Fernsehfilm)